# 타임피버
타임피버는 대한민국의 가수이자 랩퍼이다. 2019년 EP 《TimeFeveR!》로 데뷔했다.

## 방송
- 쇼미더머니 777 (2018) - Top60
- 쇼미더머니 10 (2021) - Top132